# Ковылка
Ковы́лка — село в Кирсановском районе Тамбовской области России. Входит в состав Ковыльского сельсовета.

## География
Село находится в восточной части Тамбовской области, в лесостепной зоне, в пределах Окско-Донской равнины, вблизи истока реки Иноковка, на расстоянии примерно 21 км (по прямой) к западу от города Кирсанов, административного центра района. Абсолютная высота — 203 м над уровнем моря.
Часовой пояс
Село Ковылка, как и вся Тамбовская область, находится в часовой зоне МСК (московское время). Смещение применяемого времени относительно UTC составляет +3:00.

## История
По данным 1926 года имелось 362 хозяйства и проживало 1598 человек (742 мужчины и 856 женщин). В административном отношении деревня входила в состав Иноковской волости Кирсановского уезда Тамбовской губернии.

## Население
| 2010 |
| ---- |
| 378  |

Половой состав
По данным Всероссийской переписи населения 2010 года, в гендерной структуре населения мужчины составляли 49,7 %, женщины — соответственно 50,3 %.
Национальный состав
Согласно результатам переписи 2002 года, в национальной структуре населения русские составляли 97 % из 389 чел.

## Улицы
| - ул. Луговая, - ул. Московская, | - ул. Новая, - ул. Широкая. |